# نهائي كأس ألمانيا 1987
نهائي كأس ألمانيا 1987 هي المباراة النهائية من منافسة كأس ألمانيا 1986–87، أقيمت المباراة في 20 يونيو 1987، في الملعب الأولمبي، بين فريقي نادي هامبورغ، وشتوتغارت كيكرز، وفاز فيها نادي هامبورغ، بعد أن هزم شتوتغارت كيكرز، بنتيجة 3 - 1، وكان حكم المباراة Peter Gabor ‏، وحضر المباراة 76000 شخصاً.

## تفاصيل المباراة
لعبت المباراة النهائية في 20 يونيو 1987.
| نادي هامبورغ                                    | 3 -1 | شتوتغارت كيكرز                                     |
| ----------------------------------------------- | ---- | -------------------------------------------------- |
| Dietmar Beiersdorfer ‏ 15 ' · مانفريد كالتز 88 ' |      | Dirk Kurtenbach ‏ 15 ' · نيلز شلوتربيك 90 ' (هـ.ذ.) |